# Mongolyn Emegteichüüdiin Khoroo
Mongolyn Emegteichüüdiin Khoroo (engelsk namn: Mongolian Women's Committee (MWC)), var en kvinnoorganisation i Mongoliet, bildad 1924. 
Det var kvinnoförbundet inom kommunistpartiet Mongoliska folkets revolutionära parti (MPRP). 
Mongoliet blev självständigt från Kina 1921. Den kommunistiska Mongoliska folkrepubliken grundades 1924, och i den nya statens konstitution samma år infördes lika rättigheter mellan kvinnor och män direkt. 
Denna politik genomfördes av MWC.
Dess första ledare var Dashdorjiin Natsagdorjs hustru D. Pagmadulam, och dess vice ordförande var Tseveen Jamsranos hustru Badamjav. 